# Іщенко Михайло Єфремович
Михайло Єфремович Іщенко (нар. 11 грудня 1933 — 3 січня 2021, Канів) — український лікар, краєзнавець, журналіст, громадський діяч. Заслужений працівник культури України (1996), Почесний громадянин Канева (2014).

## Біографічні відомості
Михайло Іщенко народився весною 1933 року з лона опухлої від виснаження матері. Був зареєстрований лише наприкінці року, бо родина не вірила, що він виживе. Одні документи свідчать, ніби народжений у Переяславі, інші — в селі Ковалин Переяславського району Київської області.
Після закінчення середньої школи, як круглий відмінник, вступив поза конкурсом на лікувальний факультет Київського медичного інституту імені академіка О. О. Богомольця, навчання в якому завершив у 1956 році з відзнакою.
Після вступу до аспірантури був відсторонений органами КДБ, як «український буржуазний націоналіст». Під час навчання в інституті писав скарги в ЦК КП України, збирав підписи студентів на захист української мови. В 1958 році після чергового листа до секретаря ЦК КП України Кириченка, КДБ провело обшук у його кімнаті гуртожитку і вилучило книги Михайла Грушевського (І-IV томи «Історії України-Руси»), ноти і текст «Боже, великий, єдиний, нам Україну храни» та інші так звані «націоналістичні твори». Тоді втрутилися інститутські професори: С. С. Дяченко, Ф. Я. Приймак, М. І. Дудко та інші, що врятувало Михайла від арешту.
За розподілом був направлений до Канева. З першого робочого дня і аж до виходу на пенсію в 1993 році працював у Канівській районній лікарні — лікарем-терапевтом, кардіологом, заступником головного лікаря.

## Громадська діяльність
З нагоди 150-річчя від дня народження Тараса Шевченка домігся виділення одного мільйону карбованців на будівництво нового корпусу Канівської районної лікарні. Підготував краєзнавчі матеріали до 150-ліття лікарні та з нагоди ювілейної дати домігся встановлення пам'ятної стели і нагородження лікарні Грамотою Президії Верховної Ради УРСР.
Ініціював надання Каневу статусу міста обласного підпорядкування, склавши про місто ґрунтовну історичну довідку. Михайло Іщенко впливав на актуальні проблеми, що поставали перед Каневом і його довкіллям через засоби масової інформації. На сторінках канівської районної газети «Дніпрова зірка» він започаткував екологічну сторінку «Кохаймо рідну природу». Як громадський кореспондент, на сторінках «Робітничої газети» Михайло Іщенко озвучив ідею відновлення Канівського заповідника й домігся її втілення.
Вивчаючи факти подій «Слова о полку Ігоревім», Іщенко з'ясував тісний зв'язок їх з княжим Каневом. Саме від канівського Успенського собору вирушала об'єднана рать «Святослава Великого грізного київського» на допомогу спливаючому кров'ю Переяславу. Цю подію при підтримці академіка П. Т. Тронька відтворено за задумом М. Іщенка на меморіальній дошці, встановленій на соборі. До 800-ліття «Слова о полку Ігоревім» М. Іщенко ініціював наукову конференцію. Він, зокрема, висунув науково обґрунтовану гіпотезу, що двоє в Каневі народилися Володимир Переяславський і «Красна Глібівна».
Михайлові Іщенку належить дослідження драматичних подій на Канівському, Букринському та Пекарівському плацдармах під час Другої світової війни. Він склав частково втілений проєкт вшанування радянських воїнів.
Михайло Іщенко встановив місце, звідки Тарас Шевченко малював Канівські гори. На цьому місці, неподалік села Келеберда на Лівобережжі Канівщини, відкрито пам'ятний знак.
Знімався у фільмі «Сон» (1989) Сергія Буковського, «Голлівуд над Дніпром. Сни з Атлантиди» (2014), режисер Чорний Олег Володимирович, низці телепрограм.
Неодноразово обирався депутатом Канівської міськради.
М. Є. Іщенко був членом Світової Федерації українських лікарських товариств (ССФУЛТ), фундатором і членом президії правління Всеукраїнської спілки краєзнавців, а згодом і Національної спілки краєзнавців України (1990—2011), членом правління НСКУ (2012—2017), членом редколегії журналу «Краєзнавство» (1993—1995). Ініціатор створення у 1992 році Канівського міськрайонного осередку спілки краєзнавців.
Член Національної спілки журналістів України. З 2005 року до останніх днів життя очолював благодійний фонд «Тарасова земля», був членом наглядової ради Шевченківського національного заповідника у м. Каневі.

## Твори
Є автором близько трьохсот нарисів, статей, наукових розвідок у газетах, збірниках.
Автор книг:
- Іщенко М. Є. Погода і хвороби. — К.: Т-во «Знання» УРСР, 1967.
- Канівщина [Текст] / М. Є. Іщенко, Л. Г. Мотов, І. І. Сорокопуд. — Д.: Промінь, 1969. — 126 с.
- Іщенко М. Є. Канів. — Д.: Промінь, 1972. — 12 с.
- Іщенко, М. Є. Канів: путівник /М. Є. Іщенко. — Д.: Промінь, 1982. — 125 с.
- Іщенко М. Визволителі тарасових висот. — К.: Україна, 1983. — 61 с.
- Іщенко, М. Спалився за Україну [Текст] / М. Іщенко. — К.: ВЦ «Просвіта», 2004. — 128 с. та ін.

## Нагороди
Нагороджений Почесною Грамотою Президії Верховної Ради УРСР. Має звання «Заслужений працівник культури України» (1996).
- Відмінник охорони народного здоров'я
- Почесний член Всеукраїнської спілки краєзнавців
- Золота медаль ім. Пирогова (за вагомий ужинок на ниві охорони здоров'я)
- Лауреат премії журналу «Україна» (за документальний нарис «На Канівському плацдармі (1941 рік)»)
- Лауреат премії імені Леоніда Рябіщука
- Лауреат премії імені Олекси Гірника (2003)
- Лауреат премії імені Дмитра Яворницького (2008)
- Лауреат літературної премії імені Олекси Кобця
- Почесний громадянин Канева (2014)

## Вшанування пам'яті

Меморіальна дошка почесному громадянинові міста Канева Михайлу Єфремовичу Іщенку

10 листопада 2023 в Каневі на території Канівської багатопрофільної лікарні було відкрито меморіальну дошку Михайлу Єфремовичу Іщенку.